# گرگینه
گرگینه (انگلیسی: werewolf) بر اساس افسانه‌های باستانی برخی افراد حین کامل شدن ماه در آسمان شب به هیولایی تبدیل می‌شوند که از نیم تنه گرگ و نیم دیگر انسان تشکیل شده‌است. در زمان تبدیل شدن انسان به گرگینه فرد به درنده‌ای شکارچی و خونخوار تبدیل می‌شود که هیچ کنترلی روی رفتارش نداشته و حتی عزیزان و نزدیکان خود را نیز میکشد. 
موضوع تبدیل شدن انسان به حیوان پیشینه اساطیری داشته و در فرهنگ های باستانی نیز به چشم می‌خورد که افسانه گرگینه نیز یکی از آنها است؛ 
در حماسه گیلگمش، یک چوپان عاشق ایشتار میشود و هدایایی برای او می‌فرستد اما ایشتار برای سرگرمی او را نفرین کرده و تبدیل به گرگ میکند. 
در اساطیر یونان، لایکون، پادشاه آرکادیا، به نیت کشتن زئوس او را به یک مهمانی دعوت میکند و غذای او را از گوشت انسان درست میکند (بر اساس اساطیر یونانی خدایان با خوردن گوشت انسان میمیرند) اما زئوس متوجه این موضوع شد و با صاعقه خود تمام قصر و خانواده لایکون را نابود می‌کند و خود لایکون را به گرگ تبدیل میکند. 
افسانه گرگینه هیچ موضوعیت علمی نداشته و صرفاً یک افسانه عامیانه بود، اما در علم پزشکی دو بیماری وجود دارد که با موضوع گرگینه مرتبط هستند: 
پرمویی (Hypertrichosis) که یک اختلال ژنتیکی است و در آن به گونه‌ای غیر طبیعی مو های بدن رشد بالایی دارند طوری که ممکن است تمام صورت پر از مو شود. 
خود گرگ انگاری (Lycanthropy) که یک مشکل و توهم روانی است و فرد گمان میکند که یک گرگینه است. 
در طول تاریخ گرگینه‌ها در کتب و فیلم‌های سینمایی و سریال‌های ترسناک و فانتزی حضور پررنگی داشته‌اند. در ادبیات می‌توان به مجموعه کتاب‌های گرگ و میش نوشته استفانی مایر و هری پاتر نوشته جی. کی. رولینگ و زوزه ابلیس در بندر مه آلود نوشته احسان صادقی حمزه اشاره کرد. همچنین در فیلم‌های جهان زیرین، ون هلسینگ، گرگ (با بازی جک نیکلسون)، سربازان سگی، گرگینه: هیولایی میان ما و در سریال‌های خاطرات خون‌آشام، اصیل‌ها می‌توان از حضور گرگینه‌ها نام برد. 

گرگینه ها و خون آشام‌ها در فیلم ها و سریال ها دو هیولای رقیب و دشمن یکدیگرند. 

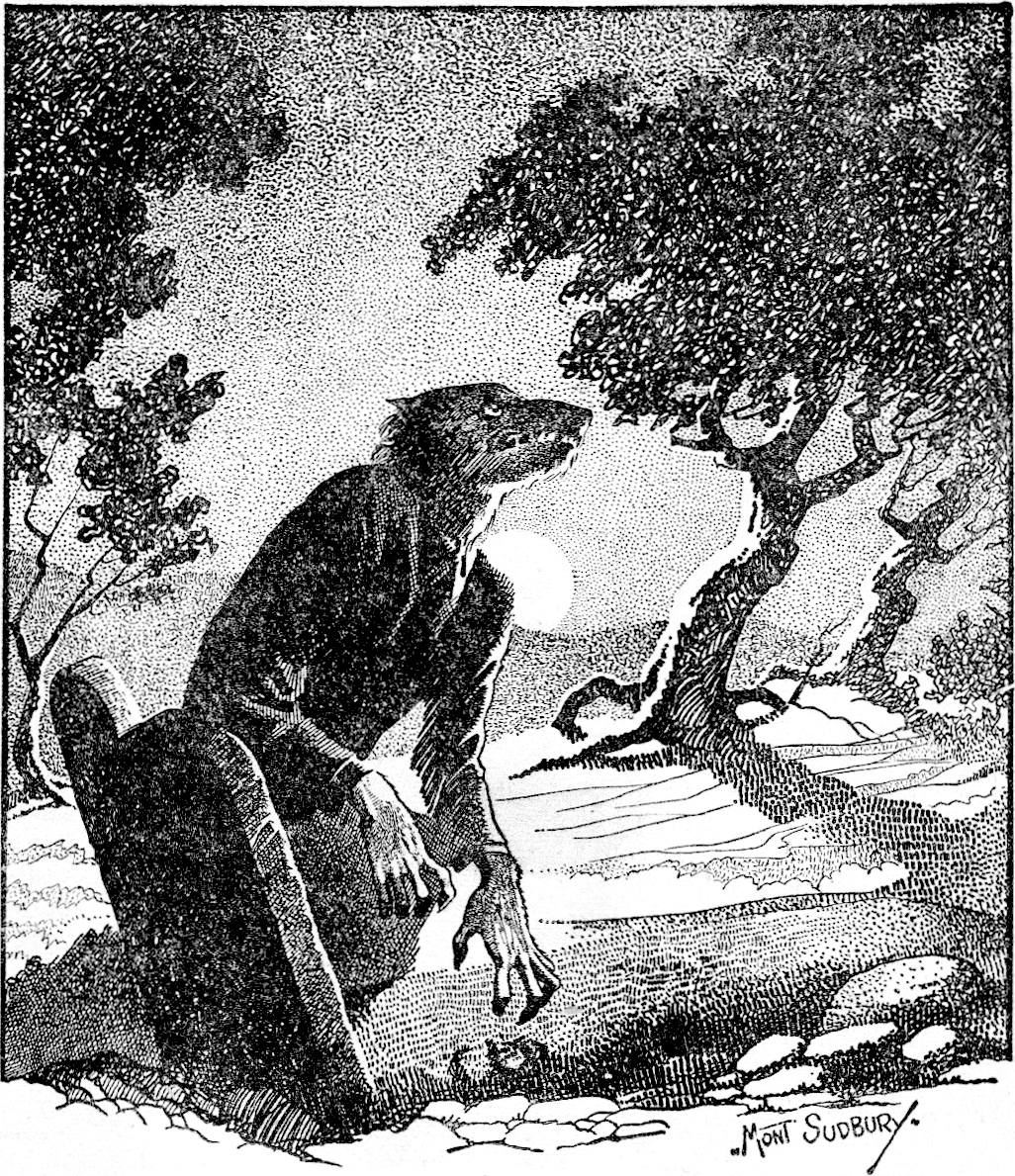
طراحی با موضوع گرگینه